# 维桥河
维桥河为淮河水系入湖河流。在江苏省西部。源出盱眙县西南海拔193米尖山东南麓。南流经水冲港乡东部，穿过桂五水库后，主河道折向北流，经桂五乡西北，至季安东又穿过龙王山水库，又北经穆店乡北、古桑乡南，至维桥乡大沟岩村入洪泽湖。全长约45公里。流域面积516平方公里。桂五乡以上流经丘陵低山，支流发育，建有多座中小型水库及渠道工程。维桥乡以下为湖滩平地，河渠众多，水网密布，东临三河口，系盱眙县南部重要河流之一。

## 名称
维桥河原发源于盱眙古城，水流至维桥（古名枳头桥）入淮，故名“维古河”，古称“枳头桥河”。1973年在维古河中段筑坝建库，大坝东起龙王山、西至雍小山，建成库容达9183万立方米的中型水库（即龙王山水库），河涧被拦腰截断，形成三截：上游称“古城大涧”，中段库区为“龙王山水库”，水库下段称“滚子涧”，再下游称“维桥河”。清光绪《盱眙县志稿》载：枳头桥河，治东。《乾隆志》河行来安古城发源，上皆山涧，汇至枳头桥成河，河长三十里，宽十丈，深一丈五尺，由董家渡、申家渡入洪泽湖。（清光绪《盱眙县志稿》卷二·山川）。在《中国水系辞典》中，将维桥河源头认定为盱眙县西南的尖山。盱眙当地官方媒体则将维桥河源头认定为龙王山水库，并分别以皮湾闸和东方大桥将维桥河划分为上段、中段与下段。

## 治理
维桥河是盱眙东部地区重要行洪之河，1950~1954年冬春，盱眙县委县政府发动全县1.94万名水利战士整修维桥河，开挖河道，筑堤防水，截弯取直，完成土方工程56.7万立方米。1958年冬，发动1.16万民工，完成土方工程81.4万立方米。1971年，组织1.2万民工，完成土石方80万立方米，拓宽挖深河道10公里。维桥河经过多年治理，河底高程10米，宽40米，河床宽100米，确保高水位泄洪畅通。